# Nephus wickhami
Nephus wickhami är en skalbaggsart som beskrevs av Gordon 1976. Nephus wickhami ingår i släktet Nephus och familjen nyckelpigor. Inga underarter finns listade i Catalogue of Life.